# Championnat de France de roller derby 2017-2018
Navigation
2016-2017 2018-2019
Le troisième championnat de roller derby français a lieu pour la saison 2017-2018 avec une compétition pour le roller derby féminin et une autre pour le roller derby masculin.

## Championnats féminins
Pour la troisième saison, le format des championnats féminins compétitions féminines reste inchangée avec 8 équipes en Élite, deux poules de 6 équipes en nationale 1 et une nationale divisée en plusieurs groupes.

### Élite
| \| Leopard Avengers PRG - All Stars La Boucherie de Paris Bad Bunnies Panthers Graou Duchesses Hell's Ass Nothing Toulouse \| Localisation des clubs engagés dans le championnat Élite |
| Leopard Avengers PRG - All Stars La Boucherie de Paris Bad Bunnies Panthers Graou Duchesses Hell's Ass Nothing Toulouse                                                                |

La compétition Élite change cependant de format : au lieu d'un championnat comme pour les deux années passées, les huit formations s'affrontent sous la forme d'une coupe avec 18 matchs au total sur deux journées. La première journée est une étape de compétition préliminaire où chaque équipe doit remporter 2 des 3 matchs à laquelle elle participe. Dès qu'une équipe a gagné deux matchs, elle est qualifiée pour la poule haute de la deuxième journée ; les équipes perdant deux rencontres sont qualifiées pour la poule basse de cette même journée. Celle-ci est donc composée de deux poules avec un format de demi-finales puis finales. 
- Première étape : 3 et 4 mars 2018
- Seconde étape : 5 et 6 mai 2018

Par la suite, les deux moins bonnes équipes d'Élite et les deux équipes championnes de Nationale 1 s’affrontent au cours de matchs de barrage, les deux meilleures équipes de cette confrontation accédant à l'Élite pour la saison 2018-2019.
| Ville         | Club                           | Nom                   |
| ------------- | ------------------------------ | --------------------- |
| Toulouse      | Roller Derby Toulouse          | Nothing Toulouse      |
| Caen          | Roller derby Caen              | Leopard Avengers      |
| Paris         | Les Quads de Paris             | La Boucherie de Paris |
| Lille         | Lille Roller Girls             | Bad Bunnies           |
| Paris         | Paris Roller Girls             | All Stars             |
| Nantes        | Nantes Derby Girls             | Duchesses             |
| Strasbourg    | Strascross                     | Hell's Ass            |
| Saint-Gratien | AS Saint-Gratien Roller Sports | Panthers Graou        |

### Nationale 1
Les 12 équipes de Nationale 1 sont divisées en deux poules de 6 formations, chaque équipe rencontrant une fois les autres équipes de sa poule lors de deux étapes. Les deux meilleures équipes de Nationale 1 montent pour la saison suivante en Élite alors que les deux moins bonnes formations sont reléguées en Nationale 2.
| Ville  | Club                   | Nom                           |
| ------ | ---------------------- | ----------------------------- |
| Metz   | Roller Derby Metz Club | All Stars                     |
| Paris  | Paris Roller Girls     | Les Quedalles                 |
| Rennes | Roller Derby Rennes    | Les Déferlantes               |
| Paris  | Lutèce Destroyeuses    | Les Encastreuses              |
| Lille  | Roller Derby Lille     | The Switchblades RollerGrrrls |
| Orcet  | Foyer-FJEP Orcet       | La Horde                      |

| Ville       | Club                                  | Nom                    |
| ----------- | ------------------------------------- | ---------------------- |
| Montpellier | Derby Club Le Crès Lattes Montpellier | DCCLM A                |
| Mérignac    | SAM Roller Sports                     | All Blocks             |
| Grenoble    | Club Roller Derby 38                  | Cannibal Marmots       |
| Marseille   | Marseille Roller Derby Club           | Bloody Skulls          |
| Pibrac      | Pibrac Roller Skating                 | Les Harpies Braqueuses |
| Toulouse    | Roller Derby Toulouse                 | Blocka Nostra          |

### Nationale 2
Comme pour les années passées, la Nationale 2 regroupe l'ensemble des autres équipes féminines de France. Huit groupes composent la Nationale 2 avec 5, 6 ou 7 équipes selon les zones. Chaque équipe rencontre une fois les autres équipes de sa zone puis un classement est établi. Une dernière phase de promotion en Nationale 2 est organisée avec les huit meilleures équipes de Nationale 2. Les deux équipes finalistes de cette phase finale accèdent à la Nationale 1 pour 2018-2019.
| Nom                         | Ville         | Club                           |
| --------------------------- | ------------- | ------------------------------ |
| The Rolling Candies         | Amiens        | Roller Skating Amienois        |
| Black Tagada                | Calais        | Roller Derby Calaisis          |
| Baronnes Von Schlass        | Lille         | Roller Derby Lille             |
| Nasty Pêcheresses           | Montreuil     | Roller Skating Montreuillois   |
| Les Gueuses de Pigalle      | Paris         | Paris Hockey Club              |
| Roller Derby Panthers Miaou | Saint-Gratien | AS Saint-Gratien Roller Sports |

| Nom             | Ville   | Club                      |
| --------------- | ------- | ------------------------- |
| All Star        | Brest   | B.M.O. Roller Derby Girls |
| Les Pétroleuses | Caen    | Roller Derby Caen         |
| Missfeet        | Le Mans | Roller Derby 72           |
| Les Morues      | Lorient | CPR Lorient               |
| Les Simones     | Orléans | Orléans Roller            |
| Les Vilaines    | Rennes  | Roller Derby Rennes       |

| Nom                        | Ville     | Club                |
| -------------------------- | --------- | ------------------- |
| The Knock’n’Roll Cannibals | Creil     | Creilloise Roller   |
| Glorious Bâtardes          | Lille     | Lille Roller Girls  |
| La Barbaque                | Paris     | Les Quads de Paris  |
| Les P'tites Frappes        | Paris     | Lutèce Destroyeuses |
| Les Veuves Noires          | Rouen     | Rouen Roller Derby  |
| Badass Ladies              | Villejuif | US Villejuif        |

| Nom                     | Ville   | Club                  |
| ----------------------- | ------- | --------------------- |
| Knee Breakers On Wheels | Belfort | Roller Derby Belfort  |
| Velvet Owls             | Dijon   | Roller Derby Dijon    |
| Reaper's Crew           | Épinal  | Association Spinaroll |
| Les Sans Culottes       | Paris   | Paris Roller Girls    |
| Beastie Derby Girls     | Reims   | Beastie Derby Girls   |

| Nom                 | Ville            | Club                   |
| ------------------- | ---------------- | ---------------------- |
| Criminal Nurses     | Aubenas          | Ardech'Roll            |
| Black Crows Castres | Castres          | Roller Derby #81       |
| Les Auver'Niaks     | Clermont-Ferrand | ClermontFerrand rd     |
| Head Hunters        | Narbonne         | Narbonne Roller Sports |
| Bones Breakers      | Nîmes            | Kroko Roller           |

| Nom                        | Ville           | Club                           |
| -------------------------- | --------------- | ------------------------------ |
| Les Amazones               | Aix-en-Provence | Roller Derby Aix en Provence   |
| Rabbit Skulls Roller Derby | Avignon         | Avignon Avignon Roller Skating |
| Mars Invaders              | Marseille       | Marseille Roller Derby Club    |
| Le Baywitch Project        | Nice            | Nice Roller Attitude           |
| Les Faux Soyeuses          | Lyon            | Roller Derby Lyon              |
| Toxic Ladies               | Toulon          | Roller Provence Mediterranée   |

| Nom                       | Ville                     | Club                                   |
| ------------------------- | ------------------------- | -------------------------------------- |
| Voodoo Vixens             | Besançon                  | Roller Derby Grand Besançon            |
| Les Flèches Revêches      | Dijon                     | AM Sports                              |
| Le Gang des Lyonnaises    | Lyon                      | Association Roller Derby               |
| Saône Valley Roller Girls | Châlon sur Saône et Mâcon | Roller Derby Mâcon et Châlon sur Saône |
| Molly Hatchets            | Pontarlier                | Roller Skate Pontarlier                |
| Les Biches Deluxe         | Thonon-les-Bains          | Thonon Rollers                         |

| Nom                  | Ville       | Club                     |
| -------------------- | ----------- | ------------------------ |
| La Douleur Angevine  | Angers      | Anjou Derby Girls        |
| Valient Bitchiz      | Anglet      | Roller Derby Côte Basque |
| Hell'R Cheeky Dolls  | La Rochelle | Roller Derby La Rochelle |
| Spring Blocks        | Mérignac    | SAM Roller Sports        |
| Les Divines Machines | Nantes      | Nantes Derby Girls       |
| Silly Geez           | Tours       | Les Nordiks de Touraine  |

## Championnats masculins
Les compétitions masculines changent totalement de format pour cette saison : il y a désormais une poule élite composée des huit meilleurs formations de France et une Nationale 1 avec 11 autres équipes réparties en deux zones.

### Élite
La coupe de France masculine élite a lieu à Toulouse du 11 au 13 mai 2018. 
|  | Quarts de finale | Quarts de finale |             |           | Demi-finales           | Demi-finales |  |  | Finale   | Finale |
|  | Quarts de finale | Quarts de finale |             |           | Demi-finales           | Demi-finales |  |  | Finale   | Finale |
|  |                  |                  |             |           |                        |              |  |  |          |        |
|  |                  |                  |             |           |                        |              |  |  |          |        |
|  |                  |                  |             |           |                        |              |  |  |          |        |
|  | Quad Guards      | 803              |             |           |                        |              |  |  |          |        |
|  | Quad Guards      | 803              |             |           |                        |              |  |  |          |        |
|  | Les Calebrutes   | 0                |             |           |                        |              |  |  |          |        |
|  | Les Calebrutes   | 0                | Quad Guards | 494       |                        |              |  |  |          |        |
|  |                  |                  | Quad Guards | 494       |                        |              |  |  |          |        |
|  |                  | Wolfgang         | 43          |           |                        |              |  |  |          |        |
|  | Panam Squad      | Wolfgang         | 43          | 436       |                        |              |  |  |          |        |
|  | Panam Squad      |                  |             | 436       |                        |              |  |  |          |        |
|  | Bandits Machos   | 53               |             |           |                        |              |  |  |          |        |
|  | Bandits Machos   | 53               | Quad Guards | 242       |                        |              |  |  |          |        |
|  |                  |                  | Quad Guards | 242       |                        |              |  |  |          |        |
|  |                  | Panam Squad      | 69          |           |                        |              |  |  |          |        |
|  | Track’Ass        | Panam Squad      | 69          | 164       |                        |              |  |  |          |        |
|  | Track’Ass        |                  |             | 164       |                        |              |  |  |          |        |
|  | Kamiquadz        | 130              |             |           |                        |              |  |  |          |        |
|  | Kamiquadz        | 130              | Panam Squad | 246       |                        |              |  |  |          |        |
|  |                  |                  | Panam Squad | 246       | Match pour la 3e place |              |  |  |          |        |
|  |                  | Track’Ass        | 107         |           |                        |              |  |  |          |        |
|  | Zombeers         | Track’Ass        | 107         | 150       |                        |              |  |  |          |        |
|  | Zombeers         |                  |             | 150       |                        |              |  |  |          |        |
|  | Wolfgang         | 151              |             | Track’Ass | 193                    |              |  |  |          |        |
|  | Wolfgang         | 151              |             | Track’Ass | 193                    |              |  |  |          |        |
|  |                  |                  |             |           |                        |              |  |  | Wolfgang | 187    |
|  |                  |                  |             |           |                        |              |  |  | Wolfgang | 187    |

|  | Demi-finales   | Demi-finales |                        |     | Match pour la 5e place | Match pour la 5e place |
|  | Demi-finales   | Demi-finales |                        |     | Match pour la 5e place | Match pour la 5e place |
|  |                |              |                        |     |                        |                        |
|  |                |              |                        |     |                        |                        |
|  |                |              |                        |     |                        |                        |
|  | Les Calebrutes | 20           |                        |     |                        |                        |
|  | Les Calebrutes | 20           |                        |     |                        |                        |
|  | Zombeers       | 522          |                        |     |                        |                        |
|  | Zombeers       | 522          | Zombeers               | 108 |                        |                        |
|  |                |              | Zombeers               | 108 |                        |                        |
|  |                | Kamiquadz    | 230                    |     |                        |                        |
|  | Kamiquadz      | Kamiquadz    | 230                    | 295 |                        |                        |
|  | Kamiquadz      |              |                        | 295 |                        |                        |
|  | Bandits Machos | 98           |                        |     |                        |                        |
|  | Bandits Machos | 98           | Match pour la 7e place |     |                        |                        |
|  |                |              |                        |     |                        |                        |
|  |                |              |                        |     |                        |                        |
|  |                |              |                        |     |                        |                        |
|  | Les Calebrutes | 81           |                        |     |                        |                        |
|  | Les Calebrutes | 81           |                        |     |                        |                        |
|  | Bandits Machos | 385          |                        |     |                        |                        |
|  | Bandits Machos | 385          |                        |     |                        |                        |

| R | Ville       | Club                                  | Nom                |
| - | ----------- | ------------------------------------- | ------------------ |
| 1 | Toulouse    | Roller derby Toulouse                 | Quad Guards        |
| 2 | Paris       | Paname Squad                          | Paname Squad       |
| 3 | Tours       | Les Nordiks de Touraine               | Track’Ass          |
| 4 | Orcet       | FJEP Orcet                            | The Wolfgang       |
| 5 | Montpellier | Derby Club Le Crès Lattes Montpellier | Kamiquadz          |
| 6 | Calais      | Roller Derby Calaisis                 | Zombeers           |
| 7 | Mâcon       | Roller Derby Mâcon                    | Les Bandits Machos |
| 8 | Paris       | Les Calebrutes Roller Derby Paris     | Les Calebrutes     |

### Nationale 1
| Ville      | Club                             | Nom                     |
| ---------- | -------------------------------- | ----------------------- |
| Strasbourg | Strascross                       | Menneles                |
| Lille      | Roller Derby Lille               | Les Barbiers de Sévices |
| Dijon      | Roller Derby Dijon               | La Raclée               |
| Grenoble   | Grenoble - Mixte Roller Derby 38 | Quadstrators            |
| Chapet     | Les Succubes                     | Les Damnés              |
| Paris      | Panam Squad                      | Banane Squad            |

| Ville    | Club                         | Nom               |
| -------- | ---------------------------- | ----------------- |
| Lorient  | CPR Lorient                  | Hero'S QuaD       |
| Nantes   | Men's Roller Derby from L.A. | Les Jules Vénères |
| Rennes   | Men's Derby Rennes           | Les Bonhommes     |
| Mérignac | SAM Roller Sports            | S.T.Y.X.          |
| Toulouse | Roller Derby Toulouse        | Barons Cathares   |